# Талосса
Талосса (англ. Talossa) – найменування двох віртуальних держав: Королівство Талосса (англ. Kingdom of Talossa) та Республіка Талосса (англ. Republic of Talossa). Талосса заснована 26 грудня 1979 року 13-річним Робертом Бен Медісоном з Мілвокі. Талосса знаходиться на західному берегу Талосського моря (озера Мічиган), недалеко від американського міста Мілвокі, штат Вісконсин, але сьогодні більшість активних підданих проживає в інших частинах Сполучених Штатів та у Канаді, Європі, Південній Америці, Азії та Африці. Талосса є однією з найстаріших віртуальних держав та залишається однією з найвідоміших. Талосса була також однією з віртуальних держав, які створили свій офіційний сайт. Створення Талосси сприяло появленню багатьох пізніших віртуальних держав.

## Історія
26 грудня 1979 року Роберт Бен Медісон оголосив свою кімнату незалежною від Сполучених Штатів країною і таким чином заснував Королівство Талосса (талосськ. El Reginäts Tallosan). Слово «Талосса» походжено від фінського слова, яке означає «всередині дому», тому що вся держава складалася просто з однієї дитячої кімнати Короля Роберта та маленького будинку Тюдора недалеко від університету Вісконсина. Королівство поступово розрослося, охопивши східну частину Мілвокі, острів Сезембер (Франція) та Антарктичну територію Пенгопятс (земля пінгвінів з талосської мови). Столицею королівства є місто Аббавілла, розташоване у провінції Ататурк.
Талоссці вважають себе справжньою нацією (не мікронацією) та мають різноманітну і давню історію, яка повна подій та революцій. Хоча зараз Талосса – монархія, королівство, у минулому вона пройшла такі стадії як республіка та комуністична держава. 1981 року Таллоса розширилася за рахунок вступу до неї п'яти друзів Бен Медісона та кількох родичів, також відбулося багато інших важливих змін у талосській культурі, зокрема сформувалася талосська мова та відбулися перші талосські демократичні вибори.
У 90-ті роки Талосса перейшла в еру інтернету: Були створені Талосський національний інтернет-форум Віттенберг та офіційний сайт Талосси, який побачив світ 15 січня 1996 року, ознаменувавши прихід нового покоління талоссців – так званих кібер-громадян (Cybercits, скорочення від Cyber-citizens). В 1990-х роках відбувалися багаточисленні суперечки та дебати між двома групами, які поступово розділяються: корінними талоссцями та новими кібер-громадянами.
26 вересня 1997 року відбулося відділення деяких незадоволених жителів Талосси, які згодом заснували віртуальну державу Пінгвінея. Небагатьох талоссців того дня загубило королівство, у день, який був названий «Талосським В'єтнамом». Пінгвінея нараховувала 20 громадян та формально була розташована на острові с. Єлени, поблизу берегів Квінсленда, Австралія. Це було жваве суспільство з багатим культурним життям, газетами, журналами, власною радіостанцією, інтернет-серіалами, групами, мережевою арт-галереєю та активними учасниками. Деякі  громадяни йшли та приходили нові громадяни. Зрештою, після дебатів про своє майбутнє, Пінгвінея була перейменована в Суспільство Пангеї (англ. Pangaean Community), пізніше – в онлайн спільноту Поліфонія. Проект поступово скочувався у небуття та врешті-решт припинив своє існування.
Багато громадян почало бачити у Бен Медісоні авторитаризм, який поступово росте, а у деяких випадках – навіть божевілля. Так, політичне середовище Талосси знову зазнало удару. 1998 року громадянин на ймення Кіріш даль Нава (який сьогодні називає себе Кейном даль Навою) емігрував у Талоссу через інтернет та відразу ж почав відігравати значну роль в історії Талосси. На жаль, Король Роберт I, як і багато інших бідних монархів, не дуже добре сприйняв радикально влаштованих громадян з іншими, ніж у нього, ідеями, які конкурували з ним по владі та авторитету. Король Роберт I та даль Нава ніколи не ладили. Роберт I провів кампанію з виводу даль Нави зі складу Талосси будь-якими легальними (але не обов'язково моральними або етичними) способами. Тривалі суперечки змусили громадян обирати: встати на сторону короля, на сторону даль Нави або взагалі не брати участь у цій війні двох видатних особ. 1 червня 2004 року Талосса була поділена вдруге за свою історію: з політичними та особистими баталіями, що відбувалися навколо Бен Медісона та його ворога, даль Нава и ще кілька громадян, що підтримали його, покинули королівство та створили Республіку Талосса як незалежну мікронацію.
Це змусило Короля Роберта I стати більш суворим та жорстким та зрештою його наштовхнули піти, бо він рискував взагалі загубити Талоссу та все, що було. Він здався та передав трон своєму молодому насліднику Луїсу. 15 серпня 2005 року він став королем Луїсом I. Неповнолітній король Луїс був нездатним керувати державою. 29 листопада 2006 року він покинув трон, скоряючись наказу Зіу (державний орган Талосси — англ. Ziu). Знову у Талоссі почався період безкоролів'я. 14 березня 2007 року, після виборів у Зіу та публічної ратифікації, Джон Вулі (англ. John Woolley) зійшов на трон. Віднині він звався Король Джон (англ. King John).